# Tomoko Fukumi
Tomoko Fukumi (jap. 福見友子, Fukumi Tomoko; * 26. Juni 1985 in Tsuchiura) ist eine ehemalige japanische Judoka, die 2009 Weltmeisterin sowie 2010 und 2011 Weltmeisterschaftszweite war.

## Sportliche Karriere
Die 1,57 m große Tomoko Fukumi trat im Superleichtgewicht an, der Gewichtsklasse bis 48 Kilogramm. 2001 war sie U20-Asienmeisterin. 2004 gewann sie den Titel bei den U20-Weltmeisterschaften in Budapest. 2005 wurde sie in Taschkent Asienmeisterin. 2007 siegte sie bei der Universiade in Bangkok. 2008 gewann sie das Grand-Slam-Turnier in Tokio. Im Mai 2009 siegte sie beim Grand Slam in Moskau. Bei den Weltmeisterschaften 2009 in Rotterdam bezwang sie im Halbfinale die Rumänin Alina Alexandra Dumitru und im Finale die Spanierin Oiana Blanco. Ende 2009 siegte sie erneut beim Grand Slam in Tokio, im Mai 2010 gewann sie den Grand Slam in Rio de Janeiro. Bei den Weltmeisterschaften 2010 in Tokio traf sie bereits in ihrem ersten Kampf auf die Vorjahresfinalistin Oiana Blanco und gewann. Im Viertelfinale bezwang sie die Argentinierin Paula Pareto und im Halbfinale die Brasilianerin Sarah Menezes, im Finale unterlag sie ihrer Landsfrau Haruna Asami. Zwei Monate nach den Weltmeisterschaften fanden in Guangzhou die Asienspiele 2010 statt. Im Finale unterlag Fukumi der Chinesin Wu Shugen. Einen Monat nach den Asienspielen gewann sie zum dritten Mal den Grand Slam von Tokio. 2011 gewann sie den Grand Slam in Moskau. bei den Weltmeisterschaften 2011 in Paris bezwang sie im Viertelfinale die Französin Frédérique Jossinet und im Halbfinale die Belgierin Charline Van Snick. Im Finale verlor sie wie 2010 gegen Haruna Asami. Ein Vierteljahr nach den Weltmeisterschaften trafen die beiden auch im Finale des Grand-Slam-Turniers in Tokio aufeinander, nach drei Turniersiegen wurde Tomoko Fukumi diesmal Zweite. Anfang 2012 siegte Fukumi im Finale des Grand-Slam-Turniers in Paris gegen Sarah Menezes. Bei den Olympischen Spielen in London bezwang Fukumi in ihrem ersten Kampf Oiana Blanco und im zweiten Kampf die Britin Kelly Edwards. Nach ihrem Viertelfinalsieg über Paula Pareto unterlag sie im Halbfinale Alina Alexandra Dumitru und im Kampf um Bronze der Ungarin Éva Csernoviczki.